# Palmarés das modalidades do Club Sport Marítimo
O Club Sport Marítimo desde os primórdios se mostrou um clube eclético. Ao longo dos seus 100 anos de história foram diversas as modalidades praticadas. Aqui fica a lista dos títulos mais importantes conquistados, tanto no âmbito regional como no âmbito nacional.

## Masculino

### Seniores
Internacional
- Challenge Cup (0)

(2 participações)
Melhor Classificação: Oitavos (2008-09)
Nacional
- Campeonato Nacional da 1.ª Divisão (1)

Melhor Classificação: Vencedor (2007-2008)
Regional
- Campeonato Regional (6)

Melhor Classificação: Vencedor (1977-78; 1978-79; 1980-81; 1987-88; 1996-97; 1999-2000)

### Juniores
Nacional
- Campeonato Nacional da 2.ª Divisão (1)

Melhor Classificação: Vencedor (1996-97)
Regional
- Campeonato Regional (11)

Melhor Classificação: Vencedor (1977-78; 1980-81; 1983-84; 1993-94; 1995-96; 1996-97; 1998-99; 1999-00; 2005-06; 2008-09; 2013-14)

### Juvenis
Regional
- Campeonato Regional (6)

Melhor Classificação: Vencedor (1979-80; 1981-82; 1982-83; 1992-93; 2005-06; 2010-2011)

### Iniciados
Regional
- Campeonato Regional (5)

Melhor Classificação: Vencedor (1983-84; 1990-91; 1991-92; 1992-93; 2001-02)

### Infantis
Regional
- Campeonato Regional (1)

Melhor Classificação: Vencedor (20013-14)

## Feminino

### Seniores
Regional
- Campeonato Regional (3)

Melhor Classificação: Vencedor (1982-83; 1983-84; 1984-85)

### Juniores
Regional
- Campeonato Regional (3)

Melhor Classificação: Vencedor (1980-81; 1981-82; 1983-84)

### Juvenis
Regional
- Campeonato Regional (4)

Melhor Classificação: Vencedor (1979-80; 1980-81; 1981-82; 1985-86)

### Iniciados
Regional
- Campeonato Regional (1)

Melhor Classificação: Vencedor (1991-92)

## Masculino

### Absoluto
Regional
- Campeonato Regional Colectivos de Pista (12)

Melhor Classificação: Vencedor (2001; 2002; 2003; 2004; 2005; 2006; 2007; 2008; 2009; 2010; 2011; 2012)
Regional
- Campeonato Regional Colectivos de Corta-Mato (4)

Melhor Classificação: Vencedor (2002; 2004; 2005;)
Regional
- Campeonato Regional Colectivos de Estrada (1)

Melhor Classificação: Vencedor (2001;)

### Absoluto Inverno
Regional
- Campeonato Regional Colectivos de Pista (7)

Melhor Classificação: Vencedor (2001; 2004; 2005; 2006; 2007; 2008; 2010;)

### Sub-23
Regional
- Campeonato Regional Colectivos de Pista (4)

(13 participações/desde 1998)
Melhor Classificação: Vencedor (2004; 2005; 2006; 2007;)

### Juniores
Regional
- Campeonato Regional Colectivos de Pista (4)

Melhor Classificação: Vencedor (2003; 2004; 2005;)
Regional
- Campeonato Regional Colectivos de Corta-Mato (2)

Melhor Classificação: Vencedor (2000; 2002;)

### Juvenis
Regional
- Campeonato Regional Colectivos de Pista (1)

Melhor Classificação: Vencedor (2002;)
Regional
- Campeonato Regional Colectivos de Corta-Mato (4)

Melhor Classificação: Vencedor (2002; 2005; 2009; 2013)
Regional
- Taça da Madeira (2)

Melhor Classificação: Vencedor (2013; 2015)

### Iniciados
Regional
- Campeonato Regional Colectivos de Corta-Mato (1)

Melhor Classificação: Vencedor (2013)
Regional
- Taça da Madeira (1)

Melhor Classificação: Vencedor (2013)

### Benjamins
Regional
- Taça da Madeira (1)

Melhor Classificação: Vencedor (2015)

## Feminino

### Absoluto
Regional
- Campeonato Regional Colectivos de Pista (2)

Melhor Classificação: Vencedor (2010; 2011)

### Absoluto Inverno
Regional
- Campeonato Regional Colectivos de Pista (1)

Melhor Classificação: Vencedor (2012)

### Jovens Inverno
Regional
- Campeonato Regional Colectivos de Pista (1)

Melhor Classificação: Vencedor (2015)

### Juniores
Regional
- Campeonato Regional Colectivos de Pista (1)

Melhor Classificação: Vencedor (2016)

### Juvenis
Regional
- Campeonato Regional Colectivos de Pista (2)

Melhor Classificação: Vencedor (2013; 2015)
Regional
- Campeonato Regional Colectivos de Corta-Mato (1)

Melhor Classificação: Vencedor (2014)
Regional
- Taça da Madeira Colectivos (1)

Melhor Classificação: Vencedor (2015)

### Iniciados
Regional
- Campeonato Regional Colectivos de Pista (1)

Melhor Classificação: Vencedor (2012)
Regional
- Taça da Madeira Colectivos (2)

Melhor Classificação: Vencedor (2012; 2015)

## Badminton

### Seniores
Mistos
- Campeonato Nacional da 1.ª Divisão (5)

Melhor Classificação: Vencedor (1989-90; 1990-91; 1991-92; 1992-93 e 1993-94)
Homens
- Campeonato Nacional da 1.ª Divisão (1)

Melhor Classificação: Vencedor (1994-95)

### Internacional
- Taça dos Clubes Campeões Europeus (0)

Melhor Classificação:

## Feminino

### Seniores
Nacional
- Campeonato Nacional da 1.ª Divisão (1)

Melhor Classificação: Vencedor (2007-2008)

## Ciclismo
Regional
- Campeonato da Madeira de Estrada (1)

Melhor Classificação: Vencedor (2016;)
- Campeonato da Madeira de Cross-Country (1)

Melhor Classificação: Vencedor (2016;)
- Grande Prémio da Madeira (1)

Melhor Classificação: Vencedor (2014;)

## Futsal

### Seniores
Regional
- Campeonato Regional (4)

Melhor Classificação: Vencedor (2007-08; 2010-11; 2013-14; 2015-16)
- Taça da Madeira (5)

Melhor Classificação: Vencedor (2005-06; 2008-09; 2010-11; 2014-15; 2015-16;)
- Supertaça da Madeira (2)

Melhor Classificação: Vencedor (2013-14; 2014-15)

### Juniores
Regional
- Campeonato Regional (6)

Melhor Classificação: Vencedor (2010-11; 2011-12; 2012-13; 2014-15; 2015-16; 2016-17;)
- Taça da Madeira (3)

Melhor Classificação: Vencedor (2011-2012; 2012-13; 2014-15)

### Juvenis
Regional
- Campeonato Regional (2)

Melhor Classificação: Vencedor (2013-14; 2014-15)
- Taça da Madeira (2)

Melhor Classificação: Vencedor (2013-14; 2014-15)

### Iniciados
Regional
- Campeonato Regional (1)

Melhor Classificação: Vencedor (2015-16)
- Taça da Madeira (3)

Melhor Classificação: Vencedor (2013-14; 2014-15; 2015-16)

## Masculino

### Seniores
Nacional
- Campeonato Nacional da 1.ª Divisão A2 (1)

Melhor Classificação: Vencedor (1999-00)
- Campeonato Nacional da 2.ª Divisão (1)

Melhor Classificação: Vencedor (1996-97)
Internacional
- Taça CEV (0)

(2 participações)
Melhor Classificação: 4.º Classificado/Grupo da Fase de Qualificação (2006-07)